# Lucas Hernández
Lucas François Bernard Hernández (Marseille, 14 februari 1996) is een Frans-Spaans voetballer die als centrale verdediger en als linksback kan spelen. Hij verruilde Bayern München in juli 2023 voor Paris Saint-Germain. Hernández debuteerde in 2018 in het Frans voetbalelftal. Hij is de broer van Theo Hernández, die eveneens op het hoogste niveau voetbalt.

## Clubcarrière

### Atlético Madrid
Hernández speelde in de jeugd van Atlético Madrid. Hij debuteerde op 26 april 2014 voor Atlético Madrid B in de Segunda División B, tegen Real Sociedad B. Zijn debuut in het eerste elftal volgde op 3 december 2014, in een wedstrijd in het toernooi om de Copa del Rey uit tegen CE L'Hospitalet. Hij mocht de volledige wedstrijd meespelen. Atlético won met 0–3 na doelpunten van Antoine Griezmann, Gabi en Cristian Rodríguez.
Hernández werd in de nacht van 2 op 3 februari 2017 gearresteerd door de Spaanse politie. De verdediger van Atlético Madrid zou zijn vriendin hebben mishandeld en moest zich verantwoorden voor het vermeende delict. Ook zij moest zich voor de rechter verantwoorden voor haar aandeel in de ruzie. Hij kreeg een contactverbod van zes maanden.

### Bayern München
Hernández verruilde Atlético Madrid in juli 2019 voor Bayern München. Dat betaalde 80 miljoen euro voor hem, een clubrecord.
In het seizoen 2019/20 pakte de recordtransfer nog niet uit zoals gepland. Mede door blessures en sterke concurrentie wist Hernández geen vaste basisplaats te veroveren. Hij zag vanaf de bank hoe Bayern dat de Champions League won door in de finale Paris Saint-Germain te verslaan.
Het seizoen erop was hij nagenoeg blessurevrij en speelde hij afwisselend als linksback en centrale verdediger. In de Champions League-groepswedstrijd tegen Red Bull Salzburg (6-2 overwinning) maakte Hernández zijn eerste goal voor de club. Hij werd dat seizoen voor de tweede keer kampioen van de Bundesliga. In het seizoen 2021/22 was hij voornamelijk centrale verdediger, omdat Alphonso Davies een sterke ontwikkeling doormaakte als linksback. Samen met landgenoot Dayot Upamecano was hij dat seizoen het favoriete centrale verdedigingsduo.
Hernández speelde in de eerste seizoenshelft van 2022/23 elf wedstrijden voor hij naar het WK 2022 vertrok. Hier liep hij in de eerste wedstrijd een gescheurde voorste kruisband op. Daarmee had hij zowel zijn laatste wedstrijd op het WK als voor Bayern München gespeeld, bleek later. Hij begon aan een revalidatie die hem de rest van het seizoen uit de roulatie hield.

### Paris Saint-Germain
Hernández tekende in juli 2023 een contract tot medio 2028 bij Paris Saint-Germain. Dat betaalde circa 50 miljoen euro voor hem aan Bayern München. Hernández ging hiermee voor het eerst in zijn geboorteland spelen. Met Paris Saint-Germain won Hernández op 30 mei 2025 de UEFA Champions League, waardoor Hernández de tweede UEFA Champions League-titel in zijn voetballoopbaan won.

## Clubstatistieken
| Seizoen | Club                | Land               | Competitie         | Competitie | Competitie | Beker | Beker | Supercup | Supercup | Internationaal | Internationaal | Totaal | Totaal |
| Seizoen | Club                | Land               | Competitie         | Wed.       | Dlp.       | Wed.  | Dlp.  | Wed.     | Dlp.     | Wed.           | Dlp.           | Wed.   | Dlp.   |
| ------- | ------------------- | ------------------ | ------------------ | ---------- | ---------- | ----- | ----- | -------- | -------- | -------------- | -------------- | ------ | ------ |
| 2013/14 | Atlético Madrid B   | Vlag van Spanje    | Segunda División B | 3          | 0          | 0     | 0     | —        | —        | —              | —              | 3      | 0      |
| 2014/15 | Atlético Madrid B   | Vlag van Spanje    | Segunda División B | 17         | 1          | 0     | 0     | —        | —        | —              | —              | 17     | 1      |
| 2014/15 | Atlético Madrid     | Vlag van Spanje    | Primera División   | 1          | 0          | 3     | 0     | 0        | 0        | 0              | 0              | 4      | 0      |
| 2015/16 | Atlético Madrid     | Vlag van Spanje    | Primera División   | 10         | 0          | 2     | 0     | —        | —        | 4              | 0              | 16     | 0      |
| 2016/17 | Atlético Madrid     | Vlag van Spanje    | Primera División   | 15         | 0          | 5     | 0     | —        | —        | 4              | 0              | 24     | 0      |
| 2017/18 | Atlético Madrid     | Vlag van Spanje    | Primera División   | 27         | 0          | 6     | 0     | —        | —        | 11             | 0              | 44     | 0      |
| 2018/19 | Atlético Madrid     | Vlag van Spanje    | Primera División   | 14         | 1          | 2     | 0     | —        | —        | 6              | 0              | 22     | 1      |
| 2019/20 | Bayern München      | Vlag van Duitsland | Bundesliga         | 19         | 0          | 3     | 0     | 0        | 0        | 3              | 0              | 25     | 0      |
| 2020/21 | Bayern München      | Vlag van Duitsland | Bundesliga         | 23         | 0          | 1     | 0     | 1        | 0        | 12             | 1              | 37     | 1      |
| 2021/22 | Bayern München      | Vlag van Duitsland | Bundesliga         | 25         | 0          | 1     | 0     | 0        | 0        | 8              | 0              | 34     | 0      |
| 2022/23 | Bayern München      | Vlag van Duitsland | Bundesliga         | 7          | 0          | 1     | 0     | 1        | 0        | 2              | 1              | 11     | 1      |
| 2023/24 | Paris Saint-Germain | Vlag van Frankrijk | Ligue 1            | 0          | 0          | 0     | 0     | 0        | 0        | 0              | 0              | 0      | 0      |
| Totaal  | Totaal              | Totaal             | Totaal             | 161        | 2          | 24    | 0     | 2        | 0        | 50             | 2              | 237    | 4      |

## Interlandcarrière
Hernández maakte deel uit van verschillende Franse nationale jeugdselecties. Hij debuteerde op 23 maart 2018 onder bondscoach Didier Deschamps in het Frans voetbalelftal, tijdens een met 2–3 verloren oefeninterland thuis tegen Colombia. Hij kwam in de 76e minuut in het veld als vervanger voor Lucas Digne. Deschamps nam Hernández drie maanden later mee naar het WK 2018. Hierop was hij basisspeler in alle wedstrijden van het Franse team. In de met 4–2 gewonnen finale tegen Kroatië gaf hij de assist waaruit Kylian Mbappé het vierde doelpunt voor de Fransen maakte. Tijdens de eerste wedstrijd van Frankrijk op het WK 2022 viel hij uit met een kruisbandblessure.

## Erelijst
| Competitie            |                 |                                    |                 |                 |
| Competitie            | Aantal          | Jaren                              |                 |                 |
| Atlético Madrid       | Atlético Madrid | Atlético Madrid                    | Atlético Madrid | Atlético Madrid |
| --------------------- | --------------- | ---------------------------------- | --------------- | --------------- |
| UEFA Europa League    | 1x              | 2017/18                            |                 |                 |
| UEFA Super Cup        | 1x              | 2018                               |                 |                 |
| Bayern München        |                 |                                    |                 |                 |
| Bundesliga            | 4x              | 2019/20, 2020/21, 2021/22, 2022/23 |                 |                 |
| DFB-Pokal             | 1x              | 2019/20                            |                 |                 |
| DFL-Supercup          | 2x              | 2020, 2022                         |                 |                 |
| UEFA Champions League | 1x              | 2019/20                            |                 |                 |
| UEFA Super Cup        | 1x              | 2020                               |                 |                 |
| FIFA Club World Cup   | 1x              | 2020                               |                 |                 |
| Paris Saint-Germain   |                 |                                    |                 |                 |
| Ligue 1               | 2x              | 2023/24, 2024/25                   |                 |                 |
| Coupe de France       | 2x              | 2023/24, 2024/25                   |                 |                 |
| Trophée des Champions | 2x              | 2023, 2024                         |                 |                 |
| UEFA Champions League | 1x              | 2024/25                            |                 |                 |

| Competitie          | Winnaar   | Winnaar   | Runner-up | Runner-up | Derde     | Derde     |
| Competitie          | Aantal    | Jaren     | Aantal    | Jaren     | Aantal    | Jaren     |
| Frankrijk           | Frankrijk | Frankrijk | Frankrijk | Frankrijk | Frankrijk | Frankrijk |
| ------------------- | --------- | --------- | --------- | --------- | --------- | --------- |
| FIFA WK             | 1x        | 2018      |           |           |           |           |
| UEFA Nations League | 1x        | 2020/21   |           |           |           |           |